# Первая лига Казахстана по футболу 1996
Первенство Казахстана среди коллективов физкультуры 1996 года — любительский турнир Первой лиги, в финале которого приняли участие 8 клубов.
В число участников соревнований вновь были включены все желающие команды. Первый и единственный раз победителю любительского турнира (шортандинскому «Автомобилисту») предоставили право сыграть в следующем сезоне в высшем дивизионе Казахстана.

## Финальный турнир
| М | Команда                                                 | Комментарии         |
| - | ------------------------------------------------------- | ------------------- |
| 1 | Автомобилист (Шортанды)                                 | Выход в Высшую лигу |
| 2 | Наша Кампания (Акмола)                                  |                     |
| 3 | Ак Жайык (Атырау)                                       |                     |
| 4 | АО «Завод РГШО» (Караганда)                             |                     |
| 5 | СКИФ (Алма-Ата)                                         |                     |
| 6 | Ферро (Актобе)                                          |                     |
| 7 | Зангар (Шымкент)                                        |                     |
| 8 | РУТЦ (Совхоз имени Томаровского, Алма-Атинская область) |                     |